# College Springs
College Springs és una població dels Estats Units a l'estat d'Iowa. Segons el cens del 2000 tenia 246 habitants.

## Demografia
Segons el cens del 2000, College Springs tenia 246 habitants, 90 habitatges, i 72 famílies. La densitat de població era de 85,6 habitants per km².
Dels 90 habitatges en un 34,4% hi vivien nens de menys de 18 anys, en un 70% hi vivien parelles casades, en un 6,7% dones solteres, i en un 18,9% no eren unitats familiars. En el 16,7% dels habitatges hi vivien persones soles el 7,8% de les quals corresponia a persones de 65 anys o més que vivien soles. El nombre mitjà de persones vivint en cada habitatge era de 2,73 i el nombre mitjà de persones que vivien en cada família era de 3,07.
Per edats la població es repartia de la següent manera: un 26,8% tenia menys de 18 anys, un 6,1% entre 18 i 24, un 23,2% entre 25 i 44, un 28% de 45 a 60 i un 15,9% 65 anys o més.
L'edat mediana era de 42 anys. Per cada 100 dones de 18 o més anys hi havia 106,9 homes.
La renda mediana per habitatge era de 38.500 $ i la renda mediana per família de 37.750 $. Els homes tenien una renda mediana de 27.375 $ mentre que les dones 19.250 $. La renda per capita de la població era de 15.102 $. Entorn del 2,4% de les famílies i el 4,3% de la població estaven per davall del llindar de pobresa.

## Poblacions més properes
El següent diagrama mostra les poblacions més properes.